# Gmina Buczkowice
Die Gmina Buczkowice ist eine Landgemeinde im Powiat Bielski der Woiwodschaft Schlesien in Polen. Ihr Sitz ist das gleichnamige Dorf (deutsch Butschkowitz) mit etwa 4100 Einwohnern.

## Geographie

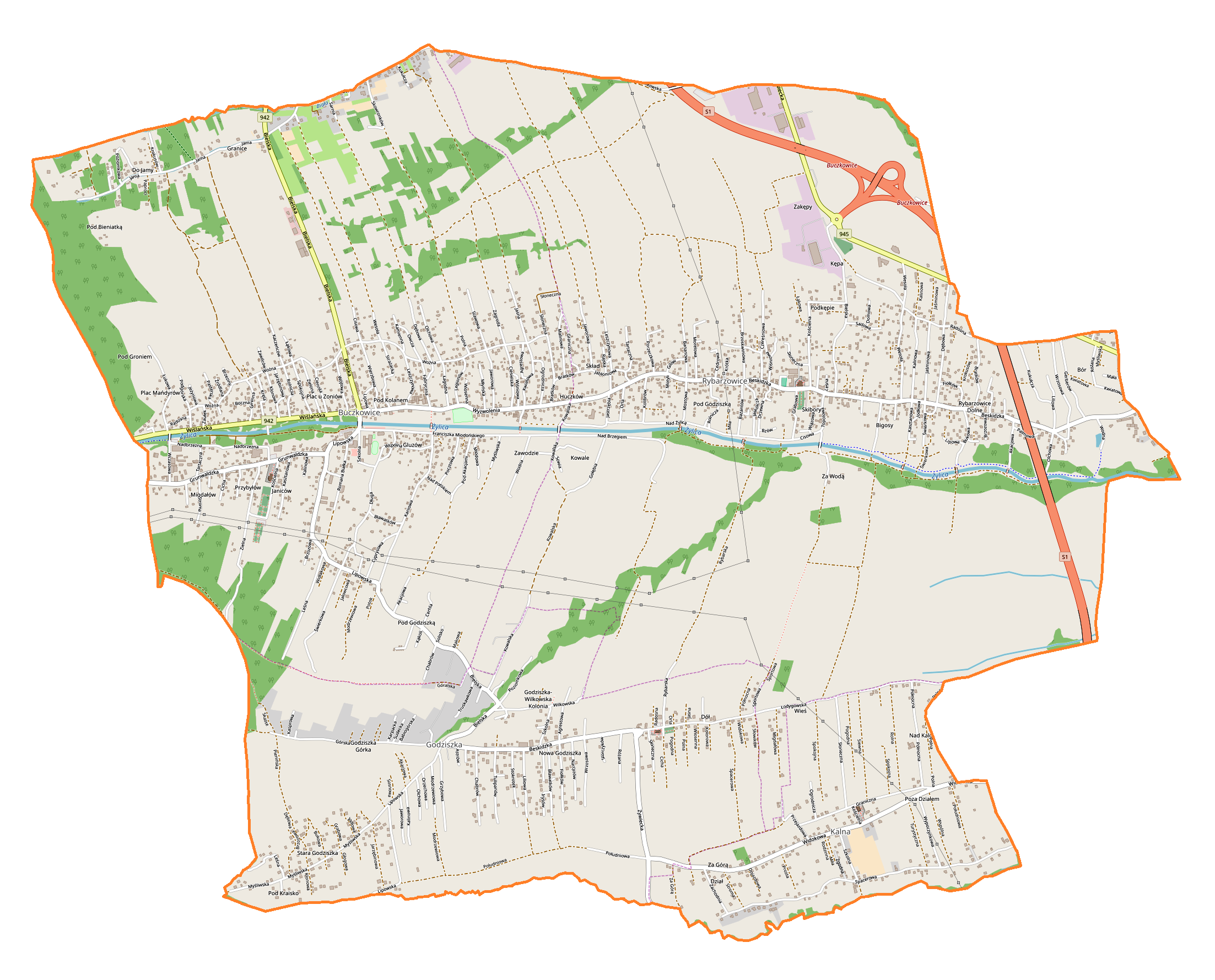
Karte der Gemeinde

Die Gemeinde liegt im Süden der Woiwodschaft. Nachbargemeinden sind Wilkowice im Norden, Łodygowice im Osten, Lipowa im Süden und die Stadt Szczyrk im Westen. Die Kreisstadt Bielsko-Biała (Bielitz-Biala) und Katowice (Kattowitz) liegen sechs Kilometer bzw. etwa 70 Kilometer nördlich.
Die Landschaft gehört zum Saybuscher Becken (Kotlina Żywiecka). Die Żylica ist das wichtigste Fließgewässer.

## Geschichte
Die Landgemeinde besteht seit 1990. Sie entstand aus der Gmina Szczyrk. Ihr Gebiet kam 1950 von der ehemaligen Woiwodschaft Schlesien zur Woiwodschaft Katowice (1953–1956 Woiwodschaft Stalinogrodzkie). Von 1975 bis 1998 wurde der Powiat aufgelöst und die Region kam zur Woiwodschaft Bielsko-Biała. Im Januar 1999 kam die Gemeinde wieder zum Powiat Bielski und zur Woiwodschaft Schlesien.

## Gliederung
Die Landgemeinde (gmina wiejska) Buczkowice besteht aus vier Dörfern mit einem Schulzenamt (solectwo):
- Buczkowice (Butschkowitz)
- Godziszka (Godziska)
- Kalna (Kalna)
- Rybarzowice (Fischersdorf)

## Politik

### Gemeindevorsteher
An der Spitze der Verwaltung steht der Gemeindevorsteher. Dies war seit langem Józef Kazimierz Caputa, der 2024 nicht mehr antrat. Die turnusmäßige Wahl im April 2024 brachte folgendes Ergebnis:
- Jerzy Kanik (Wahlkomitee „Gemeinsam für die Gemeinde Buczkowice“) 69,9 % der Stimmen
- Michał Wandzel (Wahlkomitee „Die Zukunft der Gemeinde“) 30,1 % der Stimmen

Damit wurde Jerzy Kanik bereits im ersten Wahlgang zum neuen Gemeindevorsteher gewählt.
Bei der turnusmäßigen Wahl im Oktober 2018 gab es folgendes Ergebnis:
- Józef Kazimierz Caputa (Wahlkomitee „Gemeinsam für die Gemeinde Buczkowice“) 59,7 % der Stimmen
- Jadwiga Barbara Górna (Wahlkomitee „Wohlstand“) 40,3 % der Stimmen

Damit wurde Caputa bereits im ersten Wahlgang als Gemeindevorsteher wiedergewählt.

### Gemeinderat
Der Gemeinderat von Buczkowice besteht aus 15 Mitgliedern, die in Einpersonenwahlkreisen gewählt werden. Die Wahl 2024 führte zu folgendem Ergebnis:
- Wahlkomitee „Gemeinsam für die Gemeinde Buczkowice“ 43,8 % der Stimmen, 8 Sitze
- Wahlkomitee „Neue Entwicklungsstrategie“ 27,8 % der Stimmen, 3 Sitze
- Wahlkomitee „Die Zukunft der Gemeinde“ 17,5 % der Stimmen, 3 Sitze
- Wahlkomitee „Junge Wähler für Rybarzowice“ 5,5 % der Stimmen, 1 Sitz
- Übrige 5,4 % der Stimmen, kein Sitz

Die Wahl 2018 führte zu folgendem Ergebnis:
- Wahlkomitee „Gemeinsam für die Gemeinde Buczkowice“ 47,1 % der Stimmen, 9 Sitze
- Wahlkomitee „Wohlstand“ 24,4 % der Stimmen, 3 Sitze
- Wahlkomitee für das Dorf Rybarzowice 18,7 % der Stimmen, 3 Sitze
- Prawo i Sprawiedliwość (PiS) 9,8 % der Stimmen, kein Sitz

## Verkehr
Im Osten der Gemeinde verlaufen die Schnellstraße S1 und die Woiwodschaftsstraße DW945 Letztere führt von der Kreisstadt Bielsko-Biała über Żywiec (Saybusch) zum Grenzübergang zur Slowakei. Im Westen führt die DW 942 von Szczyrk über Buczkowice in die Kreisstadt.
Der nächste internationale Flughafen ist Katowice. – Ein Bahnanschluss besteht nicht.